# 피의사실 공표죄
피의사실 공표죄(被疑事實公表罪)는 형법 126조에 따라 검찰·경찰 기타 범죄수사에 관한 직무를 행하는 사람이나 감독.보조하는 사람이 직무상 알게 된 피의사실을 기소(공판청구) 전에 공표하는 죄이다.
3년 이하의 징역 또는 5년 이하의 자격정지에 처한다.
이는 헌법상 ‘무죄 추정의 원칙’에 의한 것으로, 수사중 이거나 입증되지 않은 피의사실을 공표함으로서 부당한 인권침해를 방지하기 위한 것이다.
이 죄의 직접적인 보호법익은 물론 피의자의 명예지만 피의사실의 공표로 말미암아 증거인멸 등 범죄수사에 지장이 초래되는 일도 있으므로 국가의 범죄수사권의 행사도 이 죄의 보호법익이 될 수가 있다.
따라서 피의사실공표죄는 친고죄나 반의사불벌죄(反意思不罰罪)가 아니며, 또한 '진실한 사실로서 오로지 공공의 이익에 관한(310조)' 것이라고 할지라도 그 위법성이 조각(阻却:위법성의 배제-排除, 면책-免責)되지 않는다.
'공표'는 불특정 또는 다수인에게 그 내용을 알리는 것이지만 사실상 사문화돼있다. 검찰은 수사공보준칙, 경찰은 공보에 관한 규칙에 따라 피의사실을 공표한다.
신문기자에게 고지(告知)하는 경우도 신문의 특성으로 보아 공표가 된다. 
또한 신문기자가 기록을 열람하는 것을 묵인하는 경우와 같이 부작위에 의한 공표도 있을 수 있다.
형사소송법에는 검사나 직무상 수사에 관계 있는 자의 비밀 엄수 등에 관한 주의 규정(형사소송법 198조)이 있고, 소년법 제68조에도 조사·심리중인 형사 사건에 대한 보도금지에 관한 특별 규정이 있다.

## 논란
대한변협의 국회의원회관에서 열린 정책토론회에서 김상겸 동국대 법학과 교수는 “피의사실이 알려지면 무죄추정 원칙뿐 아니라 인격권 등 피의자 인권을 침해한다”면서 “피의자 인권과 국민의 알 권리 간 사회적 합의가 필요하다”고 주장했다.
윤승영 경찰청 수사기획과 총경은 공표 가능한 대상을, 급속한 범죄피해 확산, 동종범죄 발생 예방을 위해 즉시 알릴 필요가 있는 범죄, 신속한 범인 검거를 위해 국민에게 협조를 구할 필요가 있는 범죄, 고위공직자, 정치인, 권력기관 부정부패 등 공적 이익이 큰 범죄 등으로 구성해야 한다고 주장했다.
국가인권위원회는 피의사실 공표로 인한 인권침해 사건으로 판단하지 않는 경우로 국민 생명과 안전에 급박한 위해가 생길 가능성을 예방하기 위한 경우,공식 절차에 따라 예단 없이 균형성 있는 내용으로 발표할 경우, 공표 필요성이 있는 경우 등을 꼽았다.
김지미 변협 사법인권소위원회 위원은 “피의사실 공표는 ‘예외’를 설정하되 엄격한 기준이 적용돼야 한다”고 밝혔다.
강한 법률신문 기자는 “법원·검찰·변호사·법조기자단이 위원회를 구성해 지속적으로 가이드라인을 발전시켜 나가기를 바란다”고 전했다.
피의사실 공표로 인한 문제를 개선하기 위해서는 관련 법률을 제·개정 하는 방안이 필요하다는 데 의견이 합치했다. (2019.09.18일)
언론계와 법조계 일각에서는 현실적으로 불구속재판 원칙이 제대로 지켜지지 않고, 이에 따라 구속 여부가 사실상 피의자의 운명을 가르는 기준이 되고 있다.
피의사실 공표는 유무죄 판단에도 큰 영향을 주는 현실에서 언론이 이를 외면하고 기소 후에만 피의사실(범죄사실)을 보도하라는 것은 언론의 자유를 지나치게 침해하고 현실을 외면하는 것이라는 점에 근거해 피의사실공표죄의 기준을 구속 시점으로 바꾸거나 불구속재판이 현실화된 이후에나 적용가능하다는 주장도 있다.

## 같이 보기
- 대한민국 헌법 제27조 제4항: 무죄 추정의 원칙

조국